# Tagapul-an
Tagapul-an é um município de  quinta classe de renda municipal (d) na província Samar, nas Filipinas. De acordo com o censo de 1 de maio  de  2020 possui uma população de 8 805 pessoas e 1 973 domicílios.